# Nemesia randa
Nemesia randa is een spinnensoort in de taxonomische indeling van de bruine klapdeurspinnen (Nemesiidae).
Nemesia randa werd in 2005 beschreven door Decae.